# Liste der Baudenkmäler in Burgaltendorf
Die Liste der Baudenkmäler in Burgaltendorf enthält die denkmalgeschützten Bauwerke auf dem Gebiet von Essen-Burgaltendorf, Stadtbezirk VIII, in Nordrhein-Westfalen (Stand: Oktober 2018). Diese Baudenkmäler sind in der Denkmalliste der Stadt Essen eingetragen; Grundlage für die Aufnahme ist das Denkmalschutzgesetz Nordrhein-Westfalen (DSchG NRW).

| Bild           | Bezeichnung                  | Lage                      | Beschreibung | Bauzeit              | Eingetragen seit   | Denkmal- nummer |
| -------------- | ---------------------------- | ------------------------- | --- | -------------------- | ------------------ | --------------- |
| weitere Bilder | Katholische Herz-Jesu-Kirche | Alte Hauptstraße 61 Karte | dreischiffige Basilika aus Ruhrsandstein in romanischem Stil, Grundsteinlegung 20. August 1898, mehrfach saniert | 1898–1900            | 13. September 1990 | 649             |
| weitere Bilder | Burg Altendorf               | Burgstraße 2 Karte        | Burgruine; in romanischem Stil errichtet und später mehrfach umgebaut, Besitzer war unter anderem die Familie des Adelsgeschlechts Vietinghoff-Schell, Burg kam Mitte des 19. Jahrhunderts in bürgerlichen Privatbesitz, heute städtisches Eigentum | Ende 12. Jahrhundert | 14. Februar 1985   | 62              |
| Fachwerkhaus   | Fachwerkhaus                 | Burgstraße 56 Karte       | Im Haus befindet sich heute ein Getränkehandel. | 18. Jahrhundert      | 13. September 1990 | 650             |
| Fachwerkhaus   | Fachwerkhaus                 | Dumberger Straße 58 Karte | | um 1800              | 13. September 1990 | 652             |